# Doris Dragović
Doris Dragović, född 16 april 1961 i Split, är en kroatisk sångerska.
Dragović blev populär på 1980-talet med låtar som "Željo moja", "Sedam mora, sedam gora" och "Selim ti ja". Bland hennes senare hits finns bland andra "Što je od mene ostalo" och "To".

## Eurovision Song Contest
1999 vann hon Kroatiens uttagning till Eurovision Song Contest och fick det året representera landet i Jerusalem med låten "Marija Magdalena". Hon kom på fjärde plats, vilket var Kroatiens bästa placering fram till 2024 då Baby Lasagna kom tvåa. Dragović ställde upp i tävlingen även 1986 som representant för Jugoslavien, med låten "Željo moja". Hon slutade då på elfte plats.